# 築地ワンダーランド
築地ワンダーランド（つきじワンダーランド）は、2016年に公開された日本のドキュメンタリー映画である。

## あらすじ
1935年に日本橋魚河岸から移転して以来、80年の歴史を有する築地市場。「築地は単に魚を売っているだけではない。仲卸をはじめとする食のプロフェッショナルが介在し、豊富な情報や商品知識を取り扱っているのだ」という視点から、セリの現場や料理人の仕事、食育の様子の取材や開場当時の秘蔵映像を交えて、さまざまな角度から築地を見つめる。撮影期間は2014年3月から2015年6月までの1年4ヶ月間（総撮影日数143日）、総撮影時間602時間。取材人数は仲卸人81人を含む153人に及んだ。遠藤尚太郎にとっては劇場映画初監督作品となる。アメリカのシアトル国際映画祭や、スペインのサン・セバスティアン国際映画祭において、キュリナリー・シネマ（食をテーマにした映画）部門に出品されている

## 出演
築地の語り手として、仲卸人や、大都魚類など卸売業者、築地市場氷販をはじめとする数多くの市場関係者のほか、鮨職人の小野二郎・小野禎一（銀座・すきやばし次郎）、油井隆一（人形町・㐂寿司）、中澤圭二（四谷・すし匠）、齋藤孝司（六本木・鮨さいとう）、長山一夫（新橋・第三春美鮨）、和食料理人の奥田透（銀座小十）、石川秀樹（神楽坂 石かわ）、樋口一人（神宮前 樋口）、道場六三郎（銀座 ろくさん亭）、渡邊浩二（ふぐ料理 浅草みよし）、天ぷら職人の早乙女哲哉（門前仲町・みかわ是山居）、西洋料理人のレネ・レゼペ（コペンハーゲン）、リオネル・ベカ（銀座・ESQUISSE）、鮮魚店店主の神田秀次郎（桜新町・神田屋）、森田釣竿（浦安魚市場）、フードスタイリストの新田亜素美、文化的観点から築地を見つめる見識者として、テオドル・C・ベスター（ハーバード大学文化人類学者）、山本益博（料理評論家）、服部幸應（服部栄養専門学校校長）、犬養裕美子（レストランジャーナリスト）、岩村暢子（食と現代家族研究科）がインタビューに応えている。四季の旬の食材を使った料理の数々も、重要な見どころとなっている。